# Cindy Morgan
Cynthia Ann Cichorski (29 de setembro de 1954 — c. 30 de dezembro de 2023), conhecida profissionalmente como Cindy Morgan, foi uma atriz e produtora americana famosa por interpretar Lora/Yori em Tron e Lacey Underal em Caddyshack.

## Vida e carreira

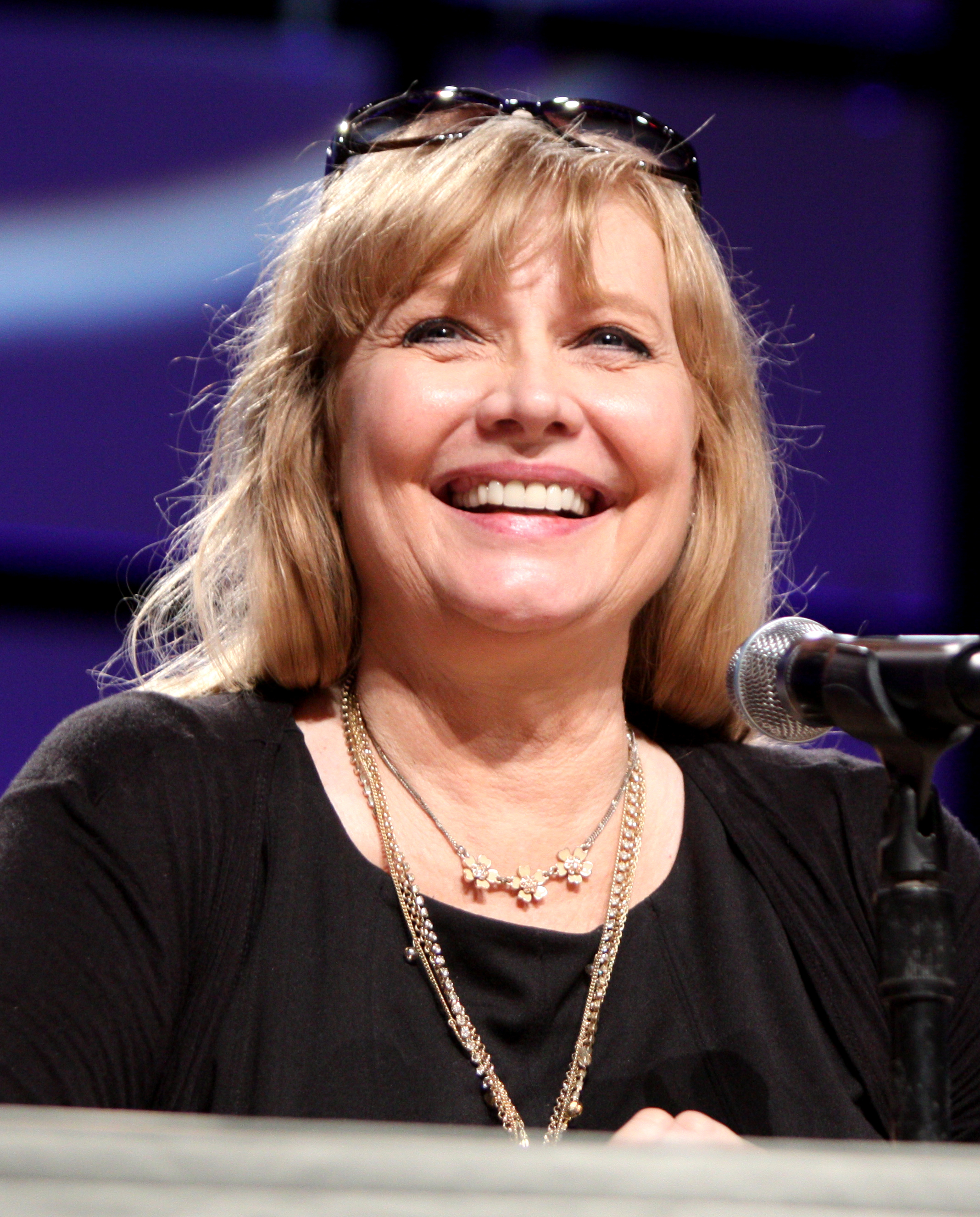
Cindy Morgan em 2013.

Cynthia Ann Cichorski nasceu em Chicago, Illinois, no dia 29 de setembro de 1954, tendo ascendência alemã e polonesa. Seu pai, um imigrante polonês nos Estados Unidos, mentiu sobre sua origem para se juntar ao exército americano e lutar na Segunda Guerra Mundial, motivo de orgulho à artista. Ela frequentou uma escola católica por doze anos, vindo a estudar comunicação na Universidade de Northern Illinois, período no qual ela trabalhou como DJ da estação de rádio do campus.
Cichorski adotou "Cindy Morgan" como nome profissional pois, quando jovem, gostava da personagem Morgan Le Fay, forma pela qual a feiticeira Morgana das histórias sobre o Rei Artur é conhecida nos países de língua inglesa. A primeira vez em que ela se apresentou como Cindy Morgan foi em currículos que enviou a estações de rádio locais enquanto era graduanda. Com esse nome, Morgan passou a apresentar notícias a uma estação local.
Quando concluiu seu curso de comunicação, a atriz trabalhou como apresentadora do tempo em um canal de televisão em Rockford (Illinois). Ela continuou na rádio por um certo período, locucionando em uma estação de rock local no período matinal. Morgan, então, voltou para Chicago e foi empregada na estação WSDM, até que ela se demitiu ao vivo durante uma disputa trabalhista. Com isso, ela brevemente trabalhou para a Fiat Automobile em auto shows.
Em 1978, buscando uma carreira de atriz, Cindy Morgan se mudou para Los Angeles. Lá, ela conseguiu atuar em propagandas da  marca de sabonetes Irish Spring. Enquanto fazia comerciais, Morgan procurou estudar atuação, refinando suas habilidades. No ano seguinte, a artista conseguiu o seu primeiro papel em um filme, interpretando a personagem Elaine no filme Up Yours - também conhecido como Up Your Ladder. Em 1980, foi a sensual Lacey Underall na comédia Caddyshack, seu primeiro grande papel e pelo qual seria muito lembrada. Por isso mesmo, a artista começou a escrever um relato de memórias chamado From Catholic School to Caddyshack.
Morgan tem importante atuação em Tron, filme de 1982 e um dos primeiros com imagens geradas por computador - CGI. Ela interpretou duas personagens: Lora, uma programadora que trabalha no desenvolvimento de um laser capaz de digitalizar objetos, e Yori, alter ego de Lora que faz parte do mundo virtual em que se passa o filme, desenvolvendo simulações digitais dentro do computador.
Depois, Morgan viria a atuar em vários filmes e séries de televisão. Ela teve dois papeis na série americana de horário nobre Falcon Crest: Lori Chapman na primeira temporada e Gabrielle Short na sexta e sétima. A artista também atuou como duas personagens na série Matlock. Junta de Bruce Boxleitner, com quem fez Tron, é co-protagonista da série Bring 'Em Back Alive. Outros papeis menores incluem participações em Amazing Stories, CHiPs e The Larry Sanders Show. Cindy Morgan também co-produziu cinco filmes de ficção-científica ao lado de Larry Estes.
A atriz não participou na produção do filme Tron: O Legado, sequência do filme de 1982, e nem fez parte do material bônus adicionado ao lançamento da película em DVD e Blu-ray. Ela, contudo, se juntou a Boxleitner na produção de uma entrevista promocional do filme na qual interpretou a personagem Lora. Os fãs da franquia foram às redes pedir pela participação da atriz através da campanha "Yori Lives".

### Dublagem
Cichorski dublou Ma3a no jogo de computador Tron 2.0, lançado em 2003 pela Buena Vista Interactive.

## Morte
Cindy Morgan foi encontrada morta por causas naturais em sua casa em Lake Worth, Flórida, no dia 30 de dezembro de 2023.

## Filmografia

### Filmes
| Ano  | Título               | Papel             | Notas              | Ref.   |
| ---- | -------------------- | ----------------- | ------------------ | ------ |
| 1979 | Up Yours             | Elaine            |                    | [ 14 ] |
| 1980 | American Gigolo      | Jillian Summerset |                    | [ 15 ] |
| 1980 | Caddyshack           | Lacey Underall    |                    | [ 16 ] |
| 1982 | Tron                 | Lora/Yori         |                    | [ 17 ] |
| 1985 | The Midnight Hour    | Vicky Jensen      | Filme de televisão | [ 18 ] |
| 1995 | Galaxis              | Detetive Kelly    |                    | [ 19 ] |
| 1995 | Dead Weekend         | Newscaster        | Filme de televisão | [ 18 ] |
| 1995 | Amanda and the Alien | Holly Hoedown     | Filme de televisão | [ 18 ] |
| 1995 | Out There            | Judith Davis      | Filme de televisão | [ 18 ] |
| 2006 | Open Mic'rs          | Cindy Morgan      |                    | [ 20 ] |
| 2009 | Summer Waters        | Mrs. Leeds        | Curta-metragem     | [ 21 ] |
| 2011 | Empty Sky            | Donna Pershing    | Curta-metragem     | [ 22 ] |

### Séries
| Ano       | Título                                 | Papel            | Notas                                    | Ref.         |
| --------- | -------------------------------------- | ---------------- | ---------------------------------------- | ------------ |
| 1981      | The Love Boat                          | Tracy Cotts      | Participação especial                    | [ 23 ]       |
| 1981      | CHiPs                                  | Jennifer         | Dois episódios                           | [ 24 ]       |
| 1981      | Vegas                                  | Margie Jenkins   | Participação especial                    | [ 9 ]        |
| 1981      | CHiPs                                  | Melanie Mitchell | Episódio: "Mitchell & Woods"             | [ 24 ]       |
| 1982-1983 | Bring 'Em Back Alive                   | Gloria Marlowe   | Treze episódios                          | [ 23 ]       |
| 1982      | Falcon Crest                           | Lori             | Participação especial                    | [ 23 ]       |
| 1984      | Masquerade                             | -                | Participação especial                    | [ 20 ]       |
| 1984      | Hawaiian Heat                          | Sharon           | Participação especial                    | [ 9 ]        |
| 1986      | The Fall Guy                           | Zoe LeRoy        | Participação especial                    | [ 18 ]       |
| 1986      | Tough Cookies                          | Maggie           | Participação especial                    | [ 20 ]       |
| 1986      | Crazy Like a Fox                       | -                | Participação especial                    | [ 25 ]       |
| 1986      | Amazing Stories                        | Beth             | Participação especial                    | [ 18 ]       |
| 1987-1988 | Falcon Crest                           | Gabrielle Short  | Quinze episódios                         | [ 23 ]       |
| 1987      | Hunter                                 | Carol Benson     | Episódio: "How Prowl"                    | [ 24 ]       |
| 1987      | Walt Disney's Wonderful World of Color | Laura Wells      | Episódio: "The Return of the Shaggy Dog" | [ 18 ]       |
| 1987      | Beverly Hills Buntz                    | Randy            | Participação especial                    | [ 20 ]       |
| 1988      | Matlock                                | Jessie Martin    | Episódio: "The Lemon"                    | [ 24 ]       |
| 1988      | The Highwayman                         | Mink             | Participação especial                    | [ 9 ] [ 25 ] |
| 1988      | She's the Sheriff                      | Samantha         | Participação especial                    | [ 9 ] [ 25 ] |
| 1989      | Matlock                                | Linda Hansfield  | Dois episódios                           | [ 24 ]       |
| 1990      | Mancuso, FBI                           | Amanda           | Participação especial                    | [ 20 ]       |
| 1991      | Hunter                                 | Paula Allen      | Episódio: "Room Service"                 | [ 24 ]       |
| 1992      | Harry and the Hendersons               | Julia            | Participação especial                    | [ 9 ]        |
| 1992      | The Larry Sanders Show                 | Karen Jackson    | Participação especial                    | [ 9 ]        |
| 1994      | Under Suspicion                        | Laura Brian      | Participação especial                    | [ 18 ]       |